# Frank Dundr
Frank Dundr (ur. 25 stycznia 1957 w Sonnebergu) – niemiecki wioślarz reprezentujący NRD, złoty medalista olimpijski i dwukrotny medalista mistrzostw świata.

## Kariera
Wystąpił na igrzyskach olimpijskich w Moskwie w 1980, gdzie osada NRD w składzie: Frank Dundr, Carsten Bunk, Uwe Heppner i Martin Winter zdobyła złoty medal w czwórkach podwójnych. W finale o 1,66 sekundy wyprzedzili osadę ZSRR i o 2,57 sekundy osadę Bułgarii. Był to jego jedyny start olimpijski.
W tej samej konkurencji zdobył też złote medale na mistrzostwach świata w Amsterdamie (1977) i mistrzostwach świata w Cambridge (1978). 
Urodził się jako Frank Butz, nazwisko Dundr przyjął po ślubie. Z zawodu był budowlańcem. Następnie ukończył szkołę oficerską w Aschersleben i do zjednoczenia Niemiec pracował jako komisarz policji.
W 1980 odznaczony Złotym Orderem Zasługi dla Ojczyzny.